# Heteropoda venatoria
Heteropoda venatoria är en spindelart som först beskrevs av Carl von Linné 1767.  Heteropoda venatoria ingår i släktet Heteropoda och familjen jättekrabbspindlar.

## Underarter
Arten delas in i följande underarter:
- H. v. chinesica
- H. v. emarginata
- H. v. foveolata
- H. v. japonica
- H. v. maculipes
- H. v. pseudomarginata